# Pierre Barbier (général)
Pour les articles homonymes, voir Pierre Barbier et Barbier.
Pierre Barbier né le 10 mai 1759 à Artenay (Loiret) et mort le 23 mars 1825 à Orléans (Loiret), est un général français de la Révolution et de l’Empire. Fils de Pierre Barbier et de Marie Faucheux.

## État des services
Ingénieur géographe avant la Révolution, aux environs de Paris puis à Fumay, il entre comme capitaine dans la garde nationale, puis au 26e bataillon d'infanterie légère, à la ci-devant Légion du Centre le 31 mai 1792. Lieutenant-colonel en chef du 4e bataillon de réquisition des Ardennes le 25 septembre 1793, il est nommé adjudant-général chef de brigade provisoire le 11 mars 1794, par le représentant en mission Massieu près l'armée des Ardennes. En avril 1794, il devient chef d'état-major de l'armée intermédiaire à Guise, puis à l'armée des Ardennes fin avril 1794.
Il est confirmé dans son grade d'adjudant-général chef de brigade le 13 juin 1795, à l'armée de Sambre-et-Meuse, et en juillet 1796, il passe dans la division Championnet. En avril 1797, il devient chef d'état-major de la division Olivier, à l'armée d'Allemagne. En 1798 et 1799, il sert aux armées de Mayence, du Danube et d'Helvétie. Il est promu général de brigade provisoire par le général Ferino et employé à la 6e division le 23 juillet 1799.
Proposé pour être confirmé dans ce grade par Masséna le 28 juillet 1799, il est chargé provisoirement des fonctions de chef d'état-major de la division Chabran le 13 octobre 1799. Non confirmé dans son grade par les Consuls le 10 décembre 1799, il sert à l'armée d'Italie en 1800 et 1801. 
Le 5 avril 1802, il est nommé sous-inspecteur aux revues et le 9 décembre 1805, il est affecté à l'armée du Nord en Hollande, avant de rejoindre Lefebvre à la Grande Armée le 30 avril 1806. Le 15 mars 1814, il est nommé provisoirement inspecteur aux revues par le général Lemarois à Magdebourg, mais encore une fois, il n'est pas confirmé dans ce grade. Mis en demi-solde, puis chargé de commander provisoirement le département du Jura le 5 avril 1814, il est remplacé par Jarry, et reçoit l'ordre de se rendre à Marseille, mais est maintenu chef d'état-major du général Meunier Saint-Clair. Il est fait chevalier de la Légion d'honneur le 12 juillet 1813, et chevalier de Saint-Louis le 16 janvier 1815. Il est admis à la retraite le 1er août 1815.
Il meurt le 23 mars 1825, au château Pont-l'Evéque, près les Aydes d'Orléans.

## Campagnes
- A participé à toutes les campagnes des armées de la République et de l'Empire depuis 1792
  - 1792-1793 : armée du Centre
  - 1794 : armée des Ardennes
  - 1795-1796 : armée de Sambre-et-Meuse
  - 1797 : armée d'Allemagne
  - 1798 : armée de Mayence de 1797
  - 1799 : armée du Danube
  - 1800-1801 : armée d'Italie
  - 1805 : armée du Nord en Hollande
  - 1806-début 1814 : A la Grande Armée, en Prusse,Pologne, Autriche, Russie, Allemagne et France
- Exception : la campagne de 1815.

## Blessures
- A été blessé deux fois

## Sources
- Georges Six, Dictionnaire biographique des généraux & amiraux français de la Révolution et de l'Empire (1792-1814), Paris : Librairie G. Saffroy, 1934, 2 vol., p. 51
- « Cote LH/110/56 », base Léonore, ministère français de la Culture
- S.H.D armée de terre, Officiers Généraux de l'Armée de Terre et des Services, Ancien Régime-2010. Répertoire alphabétique sous la direction du Lieutenant Benoît Lagarde.